# Strengen (dal)
Strengen är en dal i Antarktis. Den ligger i Östantarktis. Norge gör anspråk på området.